# Унал, Гёкхан
Гёкхан Унал (тур. Gökhan Ünal; 23 июля 1982 год, Анкара) — турецкий футболист, нападающий. Выступал за сборную Турции.

## Карьера
В сезоне 2006/07 Турецкой суперлиги забил 16 голов, заняв третье место среди нападающих. В сезоне 2005/06, забив 25 голов, стал лучшим нападающим Турецкой суперлиги.

## Достижения
- Обладатель Кубка Интертото: 2006
- Обладатель Кубка Турции: 2007/08